# Dioscurias
Dioscurias est une ancienne ville de l'Asie, sur la rive N.-E. du Pont-Euxin, à l'Ouest du Caucase, en Colchide, capitale de l'Héniochie. Appelée ensuite Sébastopolis puis Iskouriah ou Isgaur, c'est l'actuelle ville de Soukhoumi.

## Histoire
Elle devait, disait-on,  son nom aux Dioscures, Castor et Pollux, qui y abordèrent à l'époque de l'expédition des Argonautes. Fondée au VIe siècle av. J.-C. par les Grecs de Milet, Dioscurias faisait le commerce des bovins, du sel, de la cire, du pain, ainsi que des esclaves, avec les tribus du Caucase. Au début du Ier siècle, elle était sous l'autorité de Rome. Durant cette période, une forteresse a été construite, qui était gardée par des soldats romains.

Elle porta plus tard le nom de Sébastopolis et devint célèbre par son commerce florissant ; c'était un des plus grands entrepôts de l'Asie avec l'Europe.
Sa prospérité atteint son point culminant aux IIe et IIIe siècles, mais elle commença à décliner à partir du IVe siècle.
Il semble que la forteresse ait subsisté jusqu'au VIe siècle, qu'elle fut détruite, puis reconstruite.
Ensuite, l'affaissement de la région côtière et les inondations ont fini par engloutir la vieille cité qui gît maintenant sous les eaux de la baie de Soukhoumi.